# 摩耶埠頭駅

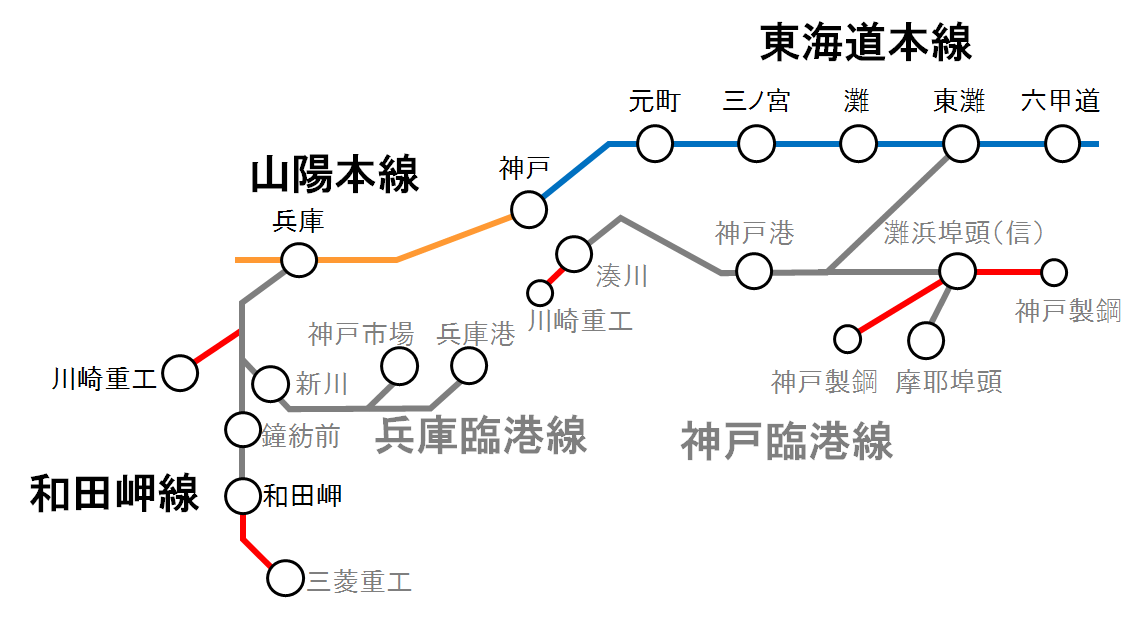
神戸臨港線と和田岬線

摩耶埠頭駅（まやふとうえき）は、かつて兵庫県神戸市灘区摩耶埠頭に存在した日本国有鉄道（国鉄）の貨物駅。東海道本線の貨物支線上（通称、神戸臨港線）にあった。

## 駅概要
神戸港の拡張・整備により、1967年（昭和42年）に摩耶埠頭が竣工した。当駅は、この摩耶埠頭でも船舶と鉄道との貨物接続輸送を行うために1972年（昭和47年）に開設された。神戸港駅、湊川駅、兵庫港駅等に続く、神戸港の車扱貨物輸送の拠点となっていた。
摩耶埠頭の中央部に、駅事務所や操車場、貨物ホーム等があった。また、灘区大石南町付近にも操車場（通称、灘浜埠頭信号所）があり、神戸港駅から来る貨物列車はここで一旦機回しをし方向転換を行った後、埠頭中央部の操車場に至る構造になっていた。開業時期が比較的遅く、各突堤までの引込線建設は見送られた。
灘浜埠頭信号所からは、神戸製鋼所神戸製鉄所（灘地区・脇浜地区）への専用線が分岐し、鉄鋼製品輸送などを行っていた。神戸港駅からこの信号所までの3 kmほどの路線は元は1960年（昭和35年）頃に敷設された同社の専用線であった。国鉄線に編入後も神戸港駅 - 灘浜埠頭信号所 - 当駅間の列車運行業務は日本通運摩耶支店に委託されており、機関車（DD13形）を同支店が国鉄から借り受けて運行していた。
1972年（昭和47年）に開業したものの、すでにモータリゼーションが進展していたいたことから当初から取扱量は低迷傾向だったことに加え、その後の車扱貨物輸送の斜陽化やコンテナ輸送への移行により、当駅の貨物取扱量は一層減少した。そして開業から14年後の1986年（昭和61年）に廃止となった。
摩耶埠頭第四突堤は日本初の外貿コンテナターミナルとして建設されたことから、当駅でも海上コンテナの取扱を行うこととし、貨物ホームにはトランスファークレーンが設置され、第四突堤との間は海上コンテナをトレーラーで継送する形態で輸送が行われた。しかしながら取扱数は伸びず、1978年（昭和53年）に国鉄が海上コンテナの取扱を中止したのに伴い当駅でも取扱が中止された。

## 歴史
- 1972年（昭和47年）4月20日：開業[1]。
- 1981年（昭和56年）8月20日：コンテナ取扱を神戸港駅へ移管。
- 1986年（昭和61年）11月1日：廃止[1]。

## 隣の駅
日本国有鉄道
東海道本線 貨物支線（神戸臨港線）
神戸港駅 - 摩耶埠頭駅